# Makamisa
Makamisa là một cuốn tiểu thuyết chưa được hoàn thành của nhà văn, nhà yêu nước José Rizal. Bản thảo gốc của cuốn tiểu thuyết này đã được nhà sử học Ambeth Ocampo tìm thấy năm 1987 khi ông đang kiểm tra bộ sưu tập một tập giấy gồm 245 trang nhầm nhãn "Borrador del Noli Me Tángere" (Bản thảo của Noli Me Tángere). Bản thảo này được viết nguyên bản bằng tiếng Tagalog, và không có chữ ký trực tiếp hoặc ngày ghi.
Cuốn tiểu thuyết chỉ có một chương. Nó chỉ dài mười trang và được viết tay bằng các ký hiệu phụ trợ chính xác cũ. Mặc dù được viết bằng một ngôn ngữ khác, phong cách, đặc tính và bối cảnh của nó giống với hai tác phẩm trước của José Rizal: Noli Me Tángere và El filibusterismo mà ông đã viết bằng Tiếng Tây Ban Nha. Chương kết thúc bằng một câu chưa viết hết:
| “ | Sapagkát nabalitang nasampál si aleng Anday ay wala mandin siláng... | ” |

Dịch sang tiếng Việt là:
| “ | Mặc dù nghe được tin đồn rằng cô Anday bị tát, họ vẫn không có... | ” |

Đó là lý do mà cuốn tiểu thuyết được cho là chưa hoàn thành. Cuốn tiểu thuyết bộc lộ cái oi bức bí ẩn của thành phố hư cấu Tulig. Rizal sau đó đã viết lại Makamisa bằng tiếng Tây Ban Nha. Tuy nhiên, cuốn tiểu thuyết vẫn chưa được hoàn thành. Bản thảo bằng tiếng Tây Ban Nha sau đó được dịch sang tiếng Filipino (dưới cái tên Etikang Tagalog: Ang Ikatlong Nobela ni Rizal) bởi Nilo S. Ocampo, thuộc Đại học Nghệ thuật và Thư viện và Đại học Diliman.
Cuốn tiểu thuyết đã có mặt nhân vật Isagani từ El filibusterismo. Giống như hai cuốn tiểu thuyết trước đó, Makamisa đã phản ánh thực trạng của đất nước Philippines vào thời điểm đang là thuộc địa của Thực dân Tây Ban Nha, chẳng hạn như các tu sĩ đồi bại, sự tham nhũng của Chính quyền thuộc địa và nhiều vấn đề khác nữa.

## Các nhân vật
Bảy nhân vật được đề cập trong cuốn tiểu thuyết chưa hoàn thành này:
- Cha Padre Agaton (Cha Agaton) - giám mục địa phương của thành phố hư cấu Tulig, được miêu tả là một người đàn ông vui vẻ, dễ tiếp cận và mạnh mẽ, yêu quý thị trấn và có tính khí nóng nảy. Trong truyện, ông trở nên tức giận vì một điều bất ngờ, điều bất ngờ ấy chưa được tiết lộ.
- Kapitan Lucas (Thị trưởng Lucas) - Thị trưởng của Thành phố Tulig và đang có nguy cơ mất vị trí của mình nếu ông không làm hài lòng Padre Agaton trong lễ Phục sinh sắp tới.
- Aleng Anday (Cô Anday) - Bạn gái của Padre Agaton và người duy nhất mà Padre Agaton yêu. Cô là một phụ nữ cực kỳ kỷ luật, mọi người đều ngưỡng mộ vì lòng quảng đại của cô.
- Marcela - Con gái của Thị trưởng Lucas, hiện đang sống tại Manila, trở lại Tulig để dự đám tang của dì cô.
- Tenyente Tato (Trung tá Tato) - Trung tá phòng cảnh sát dân sự.
- Don Segundo - Sĩ quan quản lí an ninh trật tự của thị trấn.
- Thị trưởng Tibo - Thị trưởng kế nhiệm Lucas của Thành phố Tulig.